# Slime Rancher
Slime Rancher јест видео-игра симулације живота коју је развио и објавио амерички инди-студио Monomi Park.
Игра је објављена за рани приступ у јануару 2016. године, а званично издање за Windows, Mac OS, Linux и Xbox One пристигло је 1. августа 2017. Верзија игре за PlayStation 4 објављена је 21. августа 2018.
Од 28. фебруара 2019, игра је продата у 2 милиона примерака.